# Despised Icon
Despised Icon sono un gruppo deathcore canadese formatosi nel 2002 a Montréal. Dopo aver pubblicato il debutto Consumed by Your Poison nello stesso anno, hanno ottenuto un contratto con la Century Media, con cui hanno registrato altri tre dischi. Nell'aprile 2010 la band ha annunciato lo scioglimento e ha intrapreso un tour d'addio conclusosi nel dicembre dello stesso anno.
Il 4 febbraio 2014 la band annuncia la reunion, con tre date in Europa ad aprile.

## Formazione

### Formazione attuale
- Alexandre Erian – voce (2003 – 2010; 2014 – presente), batteria (2002 – 2003)
- Steve Marois – voce (2002–2010; 2014 – presente)
- Eric Jarrin – chitarra (2002 – 2010; 2014 – presente)
- Ben Landreville – chitarra (2009 – 2010: 2014 – presente)
- Sebastien Piché – basso (2002 – 2008; 2014 – presente)
- Alexandre Pelletier – batteria (2003 – 2010; 2014 – presente)

### Ex componenti
- Al Glassman – chitarra (2006 – 2008)
- Marie-Hélène Landry – voce (2002 – 2003)
- Yannick St-Amand – chitarra (2002 – 2006)
- Max Lavelle – basso (2008 – 2010)

## Discografia

### Album in studio
- 2002 - Consumed by Your Poison
- 2005 - The Healing Process
- 2007 - The Ills of Modern Man
- 2009 - Day of Mourning
- 2016 - Beast
- 2019 - Purgatory

### EP
- 2004 - Syndicated Murderers

### Split
- 2005 - Bodies in the Gears of the Apparatus and Despised Icon
- 2006 - Demos 2002 & 2004

### DVD
- 2009 - Montréal Assault